# PGC 35057
LEDA/PGC 35057 ist eine Linsenförmige Galaxie vom Hubble-Typ S0+ mit aktivem Galaxienkern im Sternbild Löwe auf der Ekliptik. Sie ist schätzungsweise 307 Millionen Lichtjahre von der Milchstraße entfernt und hat einen Durchmesser von etwa 80.000 Lichtjahren. Vom Sonnensystem aus entfernt sich das Objekt mit einer errechneten Radialgeschwindigkeit von näherungsweise 6.900 Kilometern pro Sekunde. Nach Lage der Daten bildet sie gemeinsam mit NGC 3670 ein gravitativ gebundenes Galaxienpaar.
Im selben Himmelsareal befinden sich unter anderem die Galaxien PGC 1694826, PGC 1696415, PGC 1698782, PGC 1699690.